# Albino Ponce Barrón
Albino Ponce Barrón (Durango, Durango, México; 22 de octubre de 1966) es un ingeniero agrónomo zootecnista y político Duranguense, Alcalde del municipio de Santiago Papasquiaro del 1 de septiembre de 2016 y hasta el 31 de agosto del 2019.
Albino Ponce ha sido militante de su partido desde 1986, fue secretario de Organización de la Confederación Nacional Agronómica, adherida a la CNC. En el año 2000 fue coordinador de movilización en la campaña Presidencial de Francisco Labastida en Durango. En 2007 fue secretario general de la CNOP en Santiago Papasquiaro. En 2010 fue nombrado representante general de las elecciones a gobernador, diputado local y presidente municipal. En 2013 se desempeñó como secretario del Ayuntamiento de Santiago Papasquiaro.

## Presidente municipal de Santiago Papasquiaro
En 2016 fue postulado candidato a la Presidencia Municipal en Candidatura Común por el PRI, PVEM, Nueva Alianza y Partido Duranguense, y el 5 de junio resultó elegido al obtener el 50.49% de los votos de la contienda.
El 1 de septiembre del año 2016 tomó posesión del cargo como 24.º  presidente municipal  de Santiago Papasquiaro. 

### Gestión como Alcalde
Albino caracteriza su administración por el desarrollo de gestión continua desde el inicio de su trienio, donde sobresale la implementación de obras de vanguardia, que se fueron desarrollando durante la administración a la par del Plan de Trabajo, basado en cinco ejes: Desarrollo Social Incluyente, Gobierno Honesto y transparente, Santiago Seguro, Desarrollo Económico para todos, Gobierno Cercano y Eficiente.

### Educación
En materia de inversión educativa, la administración de Albino ha logrado con recursos propios y consecuentes de su gestión ante los demás órdenes de gobierno, destinar importantes partidas a la modernización tecnológica de laboratorios, aulas y talleres, dotación de medios educativos y recursos bibliográficos, y quizá lo más significativo, la construcción de un Centro de Rehabilitación y Educación Especial que atenderán parte de la demanda educativa derivada de las necesidades sociales.

### Cultura
Siendo Santiago Papasquiaro cuna de los Hermanos Revueltas, esta administración se propuso conservar el legado cultural rehabilitando el patio de la Casa Roja, que fuera morada de la Familia Revueltas, para la presentación de eventos de cultura danza folclórica, danza contemporánea y promoción de la lectura.
En tan solo tres años se ha logrado consolidar la Feria de Santiago como referente turístico, atrayendo principalmente espectadores de los estados vecinos y de diversos estados de la Unión Americana. Destaca también el regreso del Festival Internacional Revueltas que desde 2017 ha tenido importante presencia en el municipio con diversas actividades culturales en honor a la Familia Revueltas. 

### Deporte
La gestión de Albino logró invertir en mejorar y construir nueva infraestructura deportiva, ejemplo de ello son edificaciones de la Alberca Semiolímpica, la techumbre en las distintas áreas deportivas de los centros universitarios de Santiago Papasquiaro y recientemente la adecuación del nuevo estadio de Béisbol.
Gracias a los convenios con los distintos Organismos Deportivos, esta administración otorga, a través de las Asociaciones Deportivas Municipales del ciclo olímpico y del Deporte Adaptado y con recursos propios, los apoyos económicos y servicios específicos para el desarrollo de la especialidad deportiva y para la realización de los programas de preparación y participación en competencias internacionales para los atletas de alto rendimiento rumbo a las Olimpiadas de Tokio 2020.
Actualmente Santiago cuenta con diversos eventos anuales de fomento y enseñanza de la educación física y deporte, eventos que se han vuelto atractivos turísticos en la región, destaca el Papasquiaro Biker, el Pinolazo, los arrancones ¼ de milla y el Moto-Fest. También Santiago ha sido sede de torneos nacionales de Fútbol y las Olimpiadas Especiales Para Personas con discapacidad en 2018.

### Regionalización
Santiago Papasquiaro es la ciudad central de la Región 4 del Sistema Estatal de Planeación Urbana del Gobierno del Estado. Para efectos de la planificación del desarrollo municipal, Albino en conjunto con los presidentes municipales que conforman la Región 4, emplearon una serie de acciones que coadyuvan a combatir el rezago en que se encuentran diversas comunidades por las condiciones de los caminos, encauzamientos de ríos, derrumbes o cualquier otro imprevisto; a fin de impulsar el desarrollo económico y social por medio de la construcción de obra pública y a su vez, reducir la dependencia exclusiva de la Capital. 
A petición de los Municipios de Guanaceví, El Oro, Otáez, Nuevo Ideal, Canatlán, Topia, Canelas, Coneto de Comonfort, Tepehuanes y Santiago Papasquiaro se creó el Módulo Regional de Fierros de Herrar, que busca como premisa básica llevar a la Región noroeste del Estado la experiencia, calidad y reducción de riesgo y tiempo de traslado del ganado, aportando un beneficio para la comunidad y el desarrollo de estos municipios exportadores ganaderos.

## Actividades Fuera de la Política
Dentro del ámbito personal, Albino Ponce sobresale por su práctica en el béisbol, deporte que lo acompaña desde sus años de estudiante y en el cual se mantiene vigente.
Gracias a esta afición, misma que comparte con el actual Presidente de México , Andrés Manuel López Obrador, Albino ha contribuido junto con otros destacables personajes de Santiago Papasquiaro en la reciente gestión de un terreno en comodato, que será adecuado como estadio para la práctica de este deporte en su comunidad con una vigencia mínima de 10 años.

## Comisión en Pro del medio ambiente
En febrero de 2023 es designado Director municipal de Medio Ambiente para la capital del Estado de Durango; coordinando proyectos de reforestación, capacitación más amplia en materia ambiental para la emisión de dictámenes y sanciones que auxilien en el desarrollo ambiental, impidiendo la acumulación de basura y contaminación de espacios públicos.